# Phrynobatrachus giorgii
Phrynobatrachus giorgii és una espècie de granota que viu a la República Democràtica del Congo.